# Norberto Yácono
Norberto Antonio Yácono (8 de janeiro de 1919 - novembro de 1985) é um ex-futebolista argentino.
Yácono é um dos maiores ídolos do River Plate. Era o half esquerdo do elenco conhecido como La Máquina, tendo faturado seis campeonatos argentinos em seus quinze anos de River. Apesar da baixa estatura para um defensor - media pouco mais de 1,60 -, era dotado de grande impulsão, saltando mais alto que o travessão.
Ele estreou no River na mesma partida que marcou a despedida de um mito do clube, Bernabé Ferreyra, e uma atuação promissora ali levou o jornal Crítica descrever o jogo como "a morte de uma estrela e o nascimento de outra". Nascido no bairro de La Boca, onde o River fora originalmente fundado, gostava de dizer que os millonarios eram mais populares lá do que o arquirrival Boca Juniors. Deixou o clube em 1953, atuando no futebol dos três países da América do Norte.